# Emi Moue
Emi Moue (jap. 馬上 愛実, Moue Emi; * 5. Oktober 1985) ist eine japanische Badmintonspielerin. 

## Karriere
Emi Moue siegte bei den Singapur International 2011 gemeinsam mit ihrer Teamkollegin Aya Shimozaki im Damendoppel. Im gleichen Jahr erkämpften sie sich auch Rang drei bei den Polish International 2011 und den Indonesia International 2011. Auch bei den Osaka International 2012 belegten beide gemeinsam Rang drei, während sie den Smiling Fish 2012 für sich entscheiden konnten. Dort hatte Moue im Jahr davor schon Silber im Einzel gewonnen.
Sie spielt für das Team der Bank Hokuto Ginkō.